# Слодыч
«Слодыч» — белорусская кондитерская фабрика. Производит сдобное, сахарное, затяжное, диабетическое, овсяное печенье, крекеры, вафельный лист, конфеты, пряники, вафли, зефир. Входит в состав концерна «Белгоспищепром».

## История
- В 1905 году в г. Минске начала свою работу кондитерская фабрика «Жорж», принадлежавшая Георгию Викентьевичу Рачковскому[2].
- С 1917 года носит название «Первая белорусская кондитерская фабрика».
- С 1926 года — Минская кондитерская фабрика «Прогресс».
- С 1929 года — фабрика «Коммунарка».
- В 1936 году производство печенья было выделено в отдельное производство — Минскую бисквитную фабрику. За время своего существования Минская бисквитная фабрика неоднократно переименовывалась и реорганизовывалась.
- В 1992 году Минская бисквитная фабрика была ликвидирована, параллельно с января 1991 года начала работу Минская кондитерская фабрика № 2 Производственного объединения кондитерской промышленности «Коммунарка».
- С 1 ноября 1994 года Минская кондитерская фабрика № 2 переименована в государственное предприятие — Кондитерская фабрика «Слодыч»
- С 2 января 2001 года — ОАО «Кондитерская фабрика «"Слодыч"».
- 2021 год — присоединение филиалов: Ивенецкий (бывшая кондитерская фабрика «Ивкон», г.п. Ивенец). Статус филиала присвоен в марте 2021 г. «Молодечненский филиал» (бывшая кондитерская фабрика "Конфа", г. Молодечно). Статус филиала присвоен в ноябре 2021 г.